# Allan Randrup Thomsen
Allan Randrup Thomsen (født 3. oktober 1953) er en dansk professor i eksperimentel virologi ved Det Sundhedsvidenskabelige Fakultet på Københavns Universitet (siden 2004). Der skulle han stå i spidsen for en undersøgelse af, hvordan vira bekæmpes af immunforsvaret, samt om man kan anvende vira i bekæmpelsen af sygdomme.
Han fik sin studentereksamen på Metropolitanskolen i 1972, blev læge (cand.med) i 1980 og fik sin doktorgrad (dr. med) i 1992. Han har siden 1977 arbejdet for Københavns Universitet. Rigshospitalet, Forsvarets Sanitetsskole, Statens Serum Institut og været Visiting Research Assistant Professor på Rensselaer Polytechnic Institute i Troy, New York. Hans forskningområde omhandler forskellige aspekter af virusinfektioner og immnforsvarets reaktion. I begyndelsen af 2015 udtrykte han bekymring for, at færre forældre lod deres børn vaccinere mod blandt andet mæslinger, fåresyge og røde hunde.